# Vodafone 904T
Vodafone 904T（ボーダフォン904T）及び、後のSoftBank 904T（ソフトバンク904T）は、東芝が開発し、当初はボーダフォン日本法人、その後はソフトバンクモバイルが販売するW-CDMA/GSM通信方式のVodafone 3G（現SoftBank 3G）サービスを利用可能な携帯電話端末。
2006年（平成18年）3月10日発売。SoftBankロゴの新色も2006年（平成18年）9月23日に発売されている。

## 対応サービス
| 主な対応サービス         | 主な対応サービス | 主な対応サービス     | 主な対応サービス       |
| ------------------------ | ---------------- | -------------------- | ---------------------- |
| S!一斉トーク             | S!ともだち状況   | Yahoo!mocoa注1       | S!ループ               |
| S!タウン                 | S!速報ニュース   | S!情報チャンネル     | S!FeliCa               |
|                          | PCサイトブラウザ | 電子コミック         | S!アプリ（メガアプリ） |
| 着うたフル／着うた       | デコレメール     | S!電話帳バックアップ | 3Gお天気アイコン       |
| コンテンツおすすめメール | TVコール         | 世界対応ケータイ     | S!GPSナビ              |

注1：アプリケーションのダウンロードにより使用可能に。

## 特徴
ボーダフォンライブ!FeliCa（現S!FeliCa）、Vodafone live! NAVI（現S!GPSナビ）、Vodafone live! CAST（現S!CAST）などの当時提供されていたほとんどのサービスに対応している上にカメラも3.2メガピクセルと、その豊富な機能のために「全部入り」の機種として扱われた。
グリップスタイルを採用しており、折りたたんだスタイルで文字入力以外の大抵の動作を実行できる。また、本体を完全に閉じた状態で音楽プレーヤーの操作も可能である。ただし、その操作性を保つためにヒンジの部分が他の機種と比べて厚くなっている。
文字変換はT9とモバイルルポの搭載により、メールを英語・日本語両方で楽に入力することが出来る。T9を搭載している機種はほかにもあるが、日本語変換までT9を使わなければならないのがほとんどのため、英語はT9・日本語は伝統的な日本語変換が使えるのは強力な機能である。
別途有料になるが、jigブラウザがこの機種に対応しており、グリップスタイルにするとPC画面のようにウェブサイトを横向き表示のまま操作をするのも容易である。